# Nachman Aronszajn
Nachman Aronszajn, né le 26 juillet 1907 à Varsovie et mort le 5 février 1980 à Corvallis, est un mathématicien polono-américain. Son principal domaine d'étude est l'analyse mathématique. Il a aussi apporté des contributions en logique mathématique.

## Biographie
Il a reçu son doctorat à l'université de Varsovie en Pologne, en 1930. Stefan Mazurkiewicz était son directeur de thèse. Il a aussi présenté une thèse devant l'université de Paris, en 1935, sous la direction de Maurice Fréchet. Il est allé ensuite à l'Oklahoma State University–Stillwater, puis en 1951 à l'université du Kansas avec son collègue Ainsley Diamond après le licenciement de Diamond, un quaker, pour avoir refusé de signer un serment de loyauté nouvellement institué. Aronszajn a pris sa retraite en 1977. Il a été un Summerfield Distinguished Scholar de 1964 à sa mort.

## Œuvre
Il a introduit, en compagnie de Prom Panitchpakdi, les espaces métriques injectifs (en) sous le nom d'"espaces métriques hyperconvexes". De plus, avec Kennan T. Smith, Aronszajn a démontré le théorème d'Aronszajn–Smith (en). Il a également démontré l'existence d'arbres d'Aronszajn ; les droites d'Aronszajn (en), qui portent son nom, sont les classements par ordre lexicographique des arbres d'Aronszajn.
Il a apporté une contribution fondamentale à la théorie des espaces de Hilbert à noyau reproduisant ; le théorème de Moore–Aronszajn porte son nom.